# Hockey Club Morzine-Avoriaz
Hockey Club Morzine-Avoriaz je francouzský klub ledního hokeje z obce Morzine, který bývá přezdíván Pingouins de Morzine-Avoriaz (Tučňáci). Hraje v druhé nejvyšší soutěži. Domácí zápasy odehrává na stadionu Škoda Arena a jeho barvami jsou červená, žlutá a černá.
Klub byl založen v roce 1963. Mezi lety 2004–2016 hrál nejvyšší francouzskou ligu Ligue Magnus. V dubnu 2016 se sloučil s dalším klubem v Horním Savojsku, Chamois de Chamonix, čímž vznikl nový klub Pionniers de Chamonix-Morzine. V sezóně 2016/2017 Pionniers skončili na posledním místě základní části i ve skupině o udržení. Část z Morzinu se proto z klubu rozhodla odejít a pokračovala samostatně jako Pingouins, jenže v nejnižší, 4. lize. Z té postoupili v první sezóně do 3. ligy, do 2. ligy postoupili v roce 2022.